# Selenops lavillai
Espèce
Selenops lavillai est une espèce d'araignées aranéomorphes de la famille des Selenopidae.

## Distribution
Cette espèce se rencontre au Pérou, au Brésil, en Colombie et au Venezuela.

## Description
Le mâle holotype mesure 7,30 mm.

## Étymologie
Cette espèce est nommée en l'honneur d'Esteban Orlando Lavilla.

## Publication originale
- Corronca, 1996 : « Dos nuevas especies sudamericanas de Selenops (Araneae: Selenopidae). » Iheringia (Série Zoologia), vol. 81, p. 105-110 (texte intégral).